# Millepora
Millepora Linnaeus, 1758 è un genere di idrozoi della famiglia Milleporidae, comunemente noti come "coralli di fuoco".

## Tassonomia
Il genere comprende le seguenti specie:
- Millepora alcicornis Linnaeus, 1758
- Millepora boschmai De Weerdt & Glynn, 1991
- Millepora braziliensis Verrill, 1868
- Millepora complanata Lamarck, 1816
- Millepora dichotoma Forskål, 1775
- Millepora exaesa Forsskål, 1775
- Millepora foveolata Crossland, 1952
- Millepora intricata Milne Edwards, 1860
- Millepora laboreli Amaral, 2008
- Millepora latifolia Boschma, 1948
- Millepora nitida Verrill, 1868
- Millepora nodulosa Nemenzo, 1984
- Millepora platyphylla Hemprich & Ehrenberg, 1834
- Millepora squarrosa Lamarck, 1816
- Millepora tenera Boschma, 1949